# Winston Salem Cycling Classic
La Winston Salem Cycling Classic és una competició ciclista d'un dia que es disputa al mes d'abril a Winston-Salem (Carolina del Nord). La primera edició es disputà el 2014.
El mateix dia també es disputa una cursa femenina.

## Palmarès masculí
| Any  | Vencedor        | Segon          | Tercer          |
| ---- | --------------- | -------------- | --------------- |
| 2014 | Travis McCabe   | Joseph Lewis   | Zachary Bell    |
| 2015 | Toms Skujiņš    | Jure Kocjan    | Joseph Lewis    |
| 2016 | Ryan Roth       | Eric Marcotte  | Evan Huffman    |
| 2017 | Robin Carpenter | Ryan Roth      | Bruno Langlois  |
| 2018 | Sam Bassetti    | Colin Joyce    | Fabian Lienhard |
| 2019 | Ulises Castillo | George Simpson | Luis Villalobos |

## Palmarès femení
| Any  | Vencedor          | Segon                    | Tercer          |
| ---- | ----------------- | ------------------------ | --------------- |
| 2014 | Shelley Olds      | Joëlle Numainville       | Eugenia Bujak   |
| 2015 | Alena Amialiússik | Amber Neben              | Lauren Komanski |
| 2016 | Rossella Ratto    | Valentina Scandolara     | Coryn Rivera    |
| 2017 | Lauren Stephens   | Leah Thomas              | Lauretta Hanson |
| 2018 | Lily Williams     | Arlenis Sierra Cañadilla | Diana Peñuela   |
| 2019 | Leigh Ann Ganzar  | Arlenis Sierra Cañadilla | Chloé Dygert    |